# Hugo Candidus
Hugo Candidus (* um 1020; † nach dem 18. Oktober 1099) war ein Kardinal der römisch-katholischen Kirche, wirkte vor allem in Spanien und Rom. Im Investiturstreit war er Parteigänger der königlichen Partei und nahm an der Reichsversammlung im Januar 1076 in Worms teil.

## Name
Hugo Candidus hat sich selbst mit diesem Namen bezeichnet. Andere, synonyme Bezeichnungen, wie der Weiße, Albus oder Blancus stammen aus späteren, literarischen Quellen.

## Herkunft
Hugo Candidus stammte eventuell aus Remiremont im Bistum Toul und war dort wohl als Kleriker tätig. Alternativ werden als Herkunftsregionen auch Lothringen oder das Elsass angenommen. Sein Geburtsjahr ist – wie das im Mittelalter oft der Fall ist – nicht bekannt und nur geschätzt. Als Bischof Bruno von Toul 1049 als Papst Leo IX. nach Rom kam, befand sich Hugo in seinem Gefolge und gehörte dort zum Kloster San Clemente. Auf 1149 datiert auch die älteste erhaltene Nennung von Hugo Candidus. Er arbeitete zusammen mit Humbert von Silvia Candida, Friedrich von Lothringen, Sohn von Gotzelo I., Herzog von Niederlothringen, und als Stephan IX. später Papst, und Hildebrand von Sovana (als Papst später: Gregor VII.) zusammen, um die Kirchenreform voranzutreiben.

## Kardinal
Hugo Candidus wurde zum Kardinalpresbyter von San Clemente ernannt. Zu Papst Nikolaus II. (1058–1061) soll er ein gespanntes Verhältnis gehabt haben und wechselte nach der Wahl von dessen Nachfolger Alexander II. (1061–1073) in das Lager des Gegenpapstes Honorius II., an dessen Wahl er vielleicht sogar beteiligt war. Allerdings ist Hugo Candidus in den Quellen zwischen 1149 und 1161 nicht erwähnt, so dass Informationen dazu, warum er sich so entschied, nicht vorliegen. Daraufhin wurde er seitens Papst Alexander II. exkommuniziert. Nachdem die kaiserliche Partei Honorius II. hatte fallen lassen und die Synode von Mantua am 31. Mai 1064 dessen Absetzung auch formal vollzog, hatte Hugo Candidus aufs falsche Pferd gesetzt.
So kehrte Hugo Candidus zum kirchlichen Mainstream und Papst Alexander II. zurück. Dieser entsandte ihn 1065–1069 und 1071 als ersten Kardinallegaten überhaupt auf zwei Missionen nach „Spanien“. Dies war damals ein europäisches Randgebiet mit eigener kirchlicher Tradition, erstreckte sich nur über den nördlichen Teil der iberischen Halbinsel – im Süden bestanden islamische Reiche – und unterhielt keine oder nur lockere Beziehungen zu Rom. Hugo Candidus festigte diese kirchlichen Beziehungen, führte Synoden durch und stärkte erfolgreich auch die Beziehungen zum Königreich Aragon und der Grafschaft Barcelona. Sancho I. von Aragon kommendierte 1068 sein Reich dem Heiligen Petrus, ein Akt, an dem Hugo Candidus beteiligt gewesen sein kann. Dies war später die Grundlage der durch Papst Gregor VII. postulierte Lehenshoheit des Papstes über Spanien. Zentrales Anliegen für Hugo Candidus war bei seiner Spanienmission neben den allgemeinen Zielen der Kirchenreform (Verbot von Simonie und Laieninvestitur, Durchsetzung des Zölibats), den mozarabischen Ritus (Liturgie der westgotischen Tradition) zu bekämpfen. Bei seiner Arbeit geriet er in Konflikt mit dem Netzwerk der clunystiziensischen Reformbewegung, die in Spanien sehr einflussreich und an einer Einmischung Roms wenig interessiert war.
1072 folgte eventuell eine Mission als päpstlicher Legat nach Frankreich, wo er erneut mit der clunystiziensischen Reformbewegung in Konflikt geriet. Von dieser Seite wurde gegen ihn der Vorwurf der Simonie erhoben. Papst Alexander II. verurteilte ihn deshalb auf der römischen Fastensynode von 1073, nach einer Quelle wurde er erneut exkommuniziert. Papst Alexander II. starb kurz darauf.
An der Wahl von dessen Nachfolger, Hildebrand von Sovana, zum Papst (Gregor VII.) war er führend beteiligt und wurde von ihm rehabilitiert. Dieser entsandte ihn erneut nach Spanien. Das geplante kreuzzugartige Unternehmen französischer Adeliger gegen die muslimischen Staaten auf der iberischen Halbinsel, das er seitens der Kurie befördern sollte, scheiterte aber.
Bald darauf kam es zum Bruch mit Gregor VII. Der Grund dafür ist nicht bekannt. Auf der Fastensynode 1075 wurde er erneut mit dem Kirchenbann belegt.
Auf der Reichsversammlung Ende Januar 1076 in Worms, einer Stufe des damals zunehmend eskalierenden Investiturstreits, war er anwesend und agierte als entschiedener Gegner des Papstes. Aus seiner Position als intimer Kenner der römischen Verhältnisse berichtete er den Teilnehmern an der Reichsversammlung über ein angebliches, skandalöses Verhältnis zwischen dem Papst und Mathilde von Tuszien. Inwieweit das tatsächlich zutrifft oder von seinem Intimfeind, Bonizo von Sutri, in die Welt gesetzt wurde, ist umstritten, ebenso welchen Anteil Hugo Candidus daran hatte, dass die auf der Reichsversammlung anwesenden 26 Bischöfe dem Papst den Gehorsam aufkündigten. In der römischen Fastensynode 1078 wurde er zum dritten Mal exkommuniziert. In der Synode von Brixen Ende Juni 1080, die Gregor VII. absetzte und Clemens III. zum (Gegen-)Papst einsetzte, war Hugo Candidus Erstunterzeichner der Konzilsbeschlüsse. Das muss aber nicht unbedingt seine maßgebende Rolle spiegeln, vielmehr war er der einzige anwesende Kardinal und musste deshalb aus protokollarischen Gründen an erster Stelle aufgeführt werden. Unter dem Gegenpapst Clemens III. erhielt er in der zweiten Hälfte der 1180er Jahre das Amt des Kardinalbischofs von Palestrina. 1085 versuchte er als Gesandter von Papst Clemens’ III. England für die Seite des Gegenpapstes zu gewinnen. Er gehörte offensichtlich weiter zur nächsten Umgebung von Clemens III. und floh mit diesem nach dem militärischen Sieg von Urban II. 1089 aus Rom. Aus den Jahren 1093 und 1098 und 1099 sind Belege erhalten, dass Hugo Candidus weiter aktiv war und dem Lager Clemens III. angehörte. Danach verliert sich seine Spur. Er war inzwischen etwa 80 Jahre alt.

## Werke
Nicht erhalten, aber von Zeitgenossen – insbesondere Lampert von Hersfeld – bezeugt, sind durch Hugo Candidus verfasste Streitschriften gegen Papst Gregor VII. und seine Anhänger.

## Tod
Sterbejahr oder -tag sind von Hugo Candidus nicht bekannt. Das letzte von ihm erhaltene Zeugnis ist seine Unterschrift unter eine (gegen)-päpstliche Bulle, die auf den 18. Oktober 1099 datiert.

## Wissenswert
Informationen zu seiner Person sind mit einiger Vorsicht zu bewerten, da sie fast alle auf Bonizo von Sutri zurückgehen, der Hugo Candidus feindlich gesinnt war, ja gehasst hat.
Eine früher vertretene Ansicht, er habe neben seinen Ämtern, die er als Kardinal innehatte, auch zeitweilig das Bistum Fermo verwaltet, beruhte auf einem Irrtum.